# 臭豆
臭豆（学名：Parkia speciosa）又名美麗球花豆、巴克豆，是一種屬於豆科球花豆屬的木本植物。豆莢長扁形，豆莢裡面有亮綠色的種子，種子具有特殊的味道，可以食用。
其种加词“speciosa”意为“外表美丽的”。

## 植物形態
植株可以生長到大約三十公尺的高度。花序球形，生長在一支長柄上。花很小，花朶分泌的花蜜會吸引蝙蝠及其他授粉者來幫忙傳播花粉。授粉後會長出豆莢，豆莢長條形，扭曲、半透明狀，通常是由七或八個豆莢長成一串。
- 插画
- 球形的头状花序
- 马来西亚市场上的臭豆荚
- 炒臭豆（种子）

## 用途
臭豆在寮國、泰國南部、緬甸、馬來西亞、印尼及印度東北部是一種很普遍的食物，在市場上可以買到串成一串的豆莢，或是裝在塑膠袋內剝好的種子，豆子的來源有些是從野外採集來的，也有的是由人工栽種的。臭豆也可用鹽水醃漬，封裝在玻璃瓶或是做成罐頭出口到其他地方。由於臭豆具有特別的味道，沒有吃過的人可能需要一段時間才會逐漸習慣它的的味道。
成熟的臭豆和蠶豆一樣，要去皮後方可煮食，由於豆子具有濃烈的氣味，因此被稱為臭豆。和蘆筍一樣，臭豆體內含有的某些氨基酸會使其聞起來好像是人尿的味道，食用臭豆後，這種味道會殘存在口腔和身體裡一段時間，最長可以持續兩天左右。臭豆內含的碳水化合物也會導致胃脹氣，排氣時會發出濃烈的氣味。